# Adam Leslie Meyers
Adam Leslie Meyers (21 de enero de 1992) es un deportista australiano que compite en taekwondo. Ganó dos medallas de bronce en el Campeonato de Oceanía de Taekwondo en los años 2016 y 2018.

## Palmarés internacional
| Campeonato de Oceanía | Campeonato de Oceanía | Campeonato de Oceanía | Campeonato de Oceanía |
| Año                   | Lugar                 | Medalla               | Categoría             |
| --------------------- | --------------------- | --------------------- | --------------------- |
| 2016                  | Suva (Fiyi)           | Medalla de bronce     | +80 kg                |
| 2018                  | Mahina (Francia)      | Medalla de bronce     | +80 kg                |